# كلود جيرو
كلود جيرو (5 فبراير 1936 - 3 نوفمبر 2020)، هو ممثل فرنسي. حصل في عام 1962 على جائزة «Prix Gérard Philipe» وبدأ مسيرته المهنية المسرحية بنجاح من 1972 إلى 1982 في «Comédie Française».

## وصلات خارجية
- كلود جيرو على موقع IMDb (الإنجليزية)
- كلود جيرو على موقع ألو سيني (الفرنسية)
- كلود جيرو على موقع أول موفي (الإنجليزية)
- كلود جيرو على موقع قاعدة بيانات برودواي على الإنترنت (الإنجليزية)
- كلود جيرو على موقع قاعدة بيانات الأفلام السويدية (السويدية)
- كلود جيرو على موقع قاعدة بيانات الفيلم (الإنجليزية)
- كلود جيرو على موقع كينوبويسك (الروسية)